# 大杨树林业局
大杨树林业局是一个位于中华人民共和国内蒙古自治区呼伦贝尔市鄂倫春自治旗的类似乡级单位，亦是中国内蒙古森林工业集团所属的一个林业局。
大杨树林业局始建于1976年，位于大兴安岭东坡南部，地跨鄂伦春自治旗、莫力达瓦达斡尔族自治旗。总面积793033公顷，森林面积395286公顷，森林覆被率50.2%，总人口10256人。

## 行政区划
大杨树林业局下辖以下单位：
四平山管护站、古里管护站、宜里管护站、库莫管护站、乃木河管护站、卧罗河林场、朝阳管护站、奎中管护站、胡得气管护站、乌鲁布铁管护站、勃音那管护站、扎兰河管护站、大杨树管护站、查拉巴奇管护站、欧肯河管护站。